# George Band
George Christopher Band (Taiwan, 2 de febrer de 1929 – Hampshire, Anglaterra, 26 d'agost de 2011)) va ser un alpinista i geòleg anglès. Fou l'alpinista més jove dels membres de l'expedició a l'Everest de 1953 protagonitzada per Edmund Hillary. El 1955 va fer la primera ascensió al Kanchenjunga.
George Band va néixer a Taiwan en el que llavors era territori controlat pels japonesos. Els seus pares hi treballaven com a missioners. Va estudiar a l'Eltham College de Londres i al Queens' College de la Universitat de Cambridge, on va cursar geologia i enginyeria del petroli. Durant el servei militar va ser oficial al Reial Cos de Senyals i també fou president del Club de Muntanyisme de la Universitat de Cambridge. Als 23 anys va ser l'alpinista més jove dels membres de l'expedició a l'Everest dirigida el 1953 pel coronel John Hunt, i que va convertir Edmund Hillary i el xerpa Tenzing Norgay en els primers homes a fer-hi cim. El 1955 va anar al Kanchenjunga, la tercera muntanya més alta de la terra, en una expedició dirigida per Charles Evans. Amb Joe Brown va fer la primera ascensió d'aquesta muntanya. Per respecte a la religió i els tabús de la zona, varen decidir quedar-se uns pocs metres per sota. Posteriorment va realitzar expedicions als Alps, el Caucas, el Perú i al Karakorum.
El 1957 començà a treballar com a geòleg a Royal Dutch Shell, on col·laborà durant 26 anys en 7 països. Va exercir càrrecs d'honor com la presidència de la Fundació Mont Everest i del Consell de la Royal Geographical Society. El 2009 fou guardonat pels seus mèrits d'alpinista amb l'Orde de l'Imperi Britànic com a oficial. Fou president del British Mountaineering Council (BMC) des del 1996 al 1999 i patró de la BMC.

## Obres publicades
- Road to Rakaposhi (1955)[3]
- Everest: 50 Years on Top of the World (2003)[3]
- Summit (2006), a celebration of 150 years of the Alpine Club.[3]